# Manypeaks
Manypeaks is een plaats in de regio Great Southern in West-Australië. Manypeaks maakt deel uit van het lokale bestuursgebied (LGA) City of Albany waarvan Albany de hoofdplaats is.

## Geschiedenis
Rond 1949-50 ontwikkelde de West-Australische overheid het project 'Many Peaks Land Settlement', genoemd naar de aan de zuidkust gelegen 'Mount Manypeaks'. Kapitein Matthew Flinders gaf de berg deze naam - vanwege zijn voorkomen - toen hij in januari 1802 aan boord van het schip de Investigator de zuidkustregio verkende.
In 1951 werd het dorp Manypeaks officieel gesticht en vernoemd naar dit project.

## Demografie
In 2021 telde het 149 inwoners, tegenover 387 in 2006.

## Ligging
Manypeaks ligt aan South Coast Highway, 443 kilometer ten zuidzuidoosten van de West-Australische hoofdstad Perth, 253 kilometer ten westzuidwesten van Ravensthorpe en 40 kilometer ten noordoosten van Albany.

## Natuur
Net ten noorden van Manypeaks liggen de natuurreservaten 'North Sister' en 'South Sister'. Ze maken deel uit van de Important Bird Area 'Lake Pleasant View System', vanwege de bedreigde Australische roerdomp die er leeft.

## Externe links

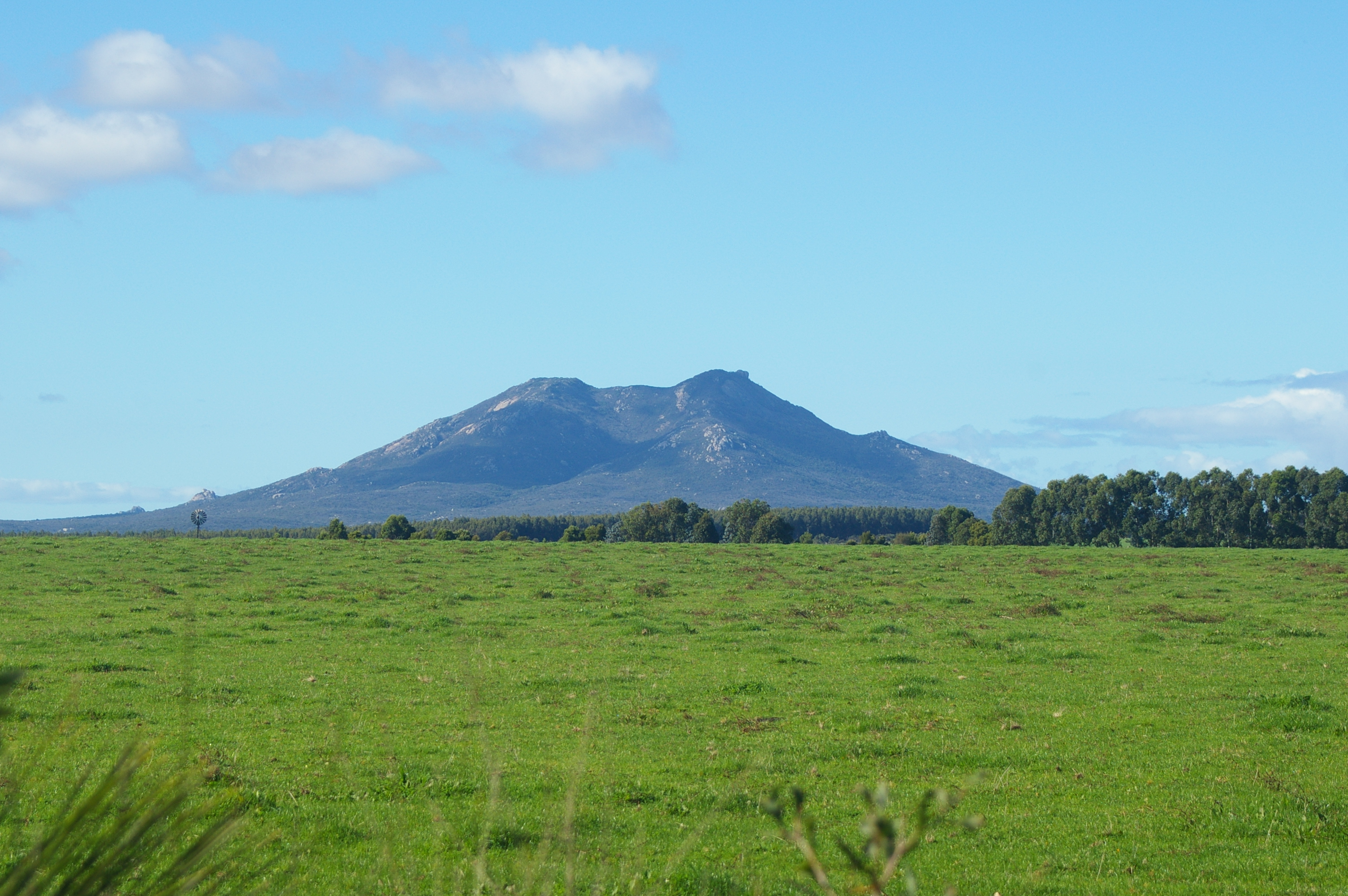
Mount Manypeaks, gefotografeerd vanaf de South Coast Highway in 2007.

## Klimaat
De streek kent een gematigd mediterraan klimaat, Csb volgens de klimaatclassificatie van Köppen. De gemiddelde jaarlijkse temperatuur bedraagt er 15,4 °C en de gemiddelde jaarlijkse neerslag ongeveer 670 mm.